# Crypturellus
Crypturellus je rod ptica iz porodice tinamuovki. Ima 21 vrstu i dosta podvrsta. 
Populacija im je stabilna.

## Opis
Ptice su uglavnom velike 20-32.5 cm. Ženke su obično veće i teže od mužjaka. Prirodna staništa ovih ptica su prašume, tropske i suptropske savane. Hrane se voćem, sjemenkama i kukcima. Ne kreću se puno.  

## Etimologija
Crypturellus dolazi iz tri latinske ili grčke riječi. kruptos znači pokriven, oura znači rep, a ellus znači malen. Stoga, Crypturellus znači mali skriveni rep.

## Vanjske poveznice
|  | Zajednički poslužitelj ima stranicu o temi Crypturellus    |
|  | Zajednički poslužitelj ima još gradiva o temi Crypturellus |
|  | Wikivrste imaju podatke o taksonu Crypturellus             |